# Pakistan
Pakistan, Islamska Republika Pakistanu (urdu ‏اسلامی جمہوریۂ پاکستان‎ trl. Islāmī Jamhūriyat Pākistān, trb. Islami Dźamhurijat Pakistan; ang. Islamic Republic of Pakistan) – państwo w południowej części Azji, położone wzdłuż Indusu i liczące ponad 200 milionów mieszkańców.

## Geografia
Długość granic wynosi 6774 km, w tym z:
- Indiami 2912 km
- Afganistanem 2430 km
- Iranem 909 km
- Chińską Republiką Ludową 523 km
- wybrzeże morskie 1046 km

Najwyższy punkt: K2 8611 m n.p.m., najniższy punkt Ocean Indyjski 0 m

Podział administracyjny: 4 prowincje, 1 terytorium stołeczne i 1 terytorium plemienne. Pakistan rości pretensje do terytorium Dżammu i Kaszmir – spornego z Indiami; spór o ten obszar od lat 50. XX wieku stanowi zarzewie poważnego konfliktu międzypaństwowego. Z powodu tych roszczeń statystyka pakistańska podaje większy obszar państwa – 896 145 km².
Główne rzeki Pakistanu to:
- Indus
- Satledź

## Historia

### Utworzenie kraju
Pakistan odłączył się od Indii Brytyjskich w 1947. Gdy Brytyjczycy zorganizowali na przełomie 1945 i 1946 wybory do władz ustawodawczych, Liga Muzułmańska zdobyła większość w rządach Bengalu i Sindhu, zaś w Pendżabie utworzyła rząd koalicyjny. Tym samym roszczenia muzułmanów do stworzenia państwa islamskiego stały się uzasadnione. W 1947 ostatni wicekról Indii, lord Louis Mountbatten, opracował plan, na podstawie którego kolonia brytyjska podzielona została na dwa suwerenne państwa: Indie i Pakistan. 14 sierpnia 1947 Pakistan uzyskał niepodległość (do 1956 jako dominium brytyjskie z generalnym gubernatorem reprezentującym brytyjskiego monarchę; w 1956 proklamowano republikę).
Jesienią 1947 wybuchała rewolta o podłożu religijnym, do Kaszmiru wkroczyły pathańskie plemiona z Pakistanu, więc maharadża Singh zmuszony był poprosić o pomoc Indie. 26 października podpisał on akt wstąpienia Kaszmiru do Indii. Pakistan nie uznał faktu przyłączenia się Kaszmiru do Indii. Muhammad Ali Jinnah, przywódca Pakistanu zwrócił się z prośbą do lorda Mountbattena o mediację. Louis Mountbatten poprosił Singha o przeprowadzenie plebiscytu wśród ludności, jednak maharadża tę prośbę odrzucił. W ten sposób zaczął się konflikt indyjsko-pakistański, trwający do dziś.

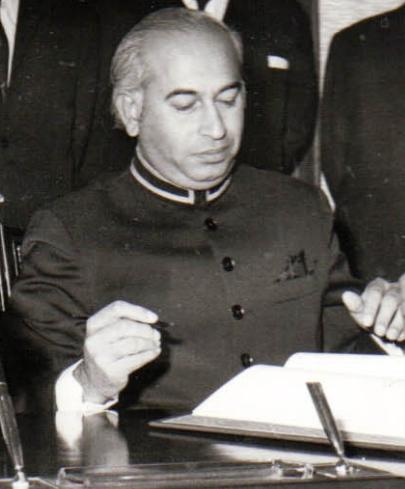
Zulfikar Ali Bhutto

W 1954 roku odbyły się wybory, które pokazały duże rozbieżności między wschodnią a zachodnią częścią kraju. Na zachodzie wyborcze zwycięstwo odniosła proamerykańska Partia Republikańska natomiast na wschodzie ugrupowanie lewicowe tj. Pakistańska Partia Komunistyczna, Liga Awami czy Partia Robotnicza. W rezultacie rządy we wschodnim Pakistanie objęła radykalna lewica. Sprawujący władzę w drugiej połowie lat 50. premier Huseyn Shaheed Suhrawardy i jego lewicujący rząd ustanowił prozachodni i proamerykański kurs kontynuowany przez późniejsze rządy.
W 1958 roku w wyniku bezkrwawego zamachu stanu władzę autorytarną przejął wojskowy – Muhammad Ayub Khan, który postawił na dobre relacje z USA. Dzięki ogromnej pomocy finansowej rządu amerykańskiego Pakistan przeżywał kilkuletni okres ożywienia gospodarczego i stabilizacji politycznej. Równocześnie zawarto przyjazne stosunki z krajami Europy m.in. Polską. Ministrem spraw zagranicznych jego rządu został Zulfikar Ali Bhutto. W 1966 stolica została przeniesiona z Karaczi do Islamabadu. Przegrana w II wojnie o Kaszmir przyczyniła się do gwałtownego spadku poparcia społecznego dla Ayub Khana. Pogorszył się również stan jego zdrowia. Ulegając namowom wojskowych, w 1969 ustąpił na rzecz generała Yahyi Khana. W 1970 wycofał się z życia politycznego. Po konfliktach z przywódcami kraju, Bhutto opuścił rząd i stanął na czele opozycji. 26 marca 1971 Pakistan Wschodni odłączył się tworząc niepodległy Bangladesz. Doszło do tego po tym, gdy Yahya Khan, dyktator kraju, zarządził akcję wojskową pod kryptonimem Searchlight skierowaną przeciwko bengalskim separatystom. Akcja nie udała się, a w wyniku kompromitacji rządu nowym premierem został Bhutto.
W latach 1971–1977 premierem Pakistanu był Zulfikar Ali Bhutto. W okresie rządów Bhutto Pakistan stał się „Republiką Islamską” z parlamentarną formą rządów i zapoczątkował reformę ograniczającą własność ziemi i przejęcie przez rząd ponad miliona akrów feudałów które zostały rozdystrybuowane bezrolnym chłopom.
W lutym 1973 roku w Islamabadzie po tym, jak siły pakistańskie miały rzekomo odkryć skład broni pochodzącej z Iraku, rząd rozwiązał Zgromadzenie Prowincji Beludżystanu. Operacja przeprowadzona przez generała Tikka Khana, przerodziła się w pięcioletni konflikt z beludżystańskimi separatystami. Do sporadycznych walk między partyzantką a armią dochodziło już w 1973 roku, jednak największa konfrontacja odbyła się we wrześniu 1974 roku. Marynarka Pakistanu, pod przywództwem Patricka Juliusa Simpsona, zablokowała porty morskie Beludżystanu. Marynarka prowadziła osobne operacje mające zajmować przesyłki wysyłane jako pomoc dla wojsk separatystów. Do akcji przyłączyły się również Pakistańskie Siły Powietrzne, wspierające marynarkę i armię. Iran, obawiając się rozprzestrzeniania się tendencji separatystycznych w irańskim Beludżystanie wspomógł Pakistańczyków.
W 1977 roku rząd Bhutto obalony został w wyniku wojskowego zamachu stanu wspartego przez islamistów. Władzę dyktatorską objął generał Muhammad Zia ul-Haq. Rządom wojskowym towarzyszyła islamizacja życia politycznego. Prawo Koranu uczyniono wykładnią prawa państwowego (wprowadzono m.in. całkowitą prohibicję karaną pod groźbą chłosty publicznej). Po interwencji ZSRR w Afganistanie w 1979 roku junta ogłosiła, że Pakistan stał się państwem frontowym, narażonym bezpośrednio na imperializm komunistyczny. Rząd rozpoczął wówczas akcję pomocy militarnej i finansowej dla afgańskich mudżahedinów. Udzieliła także schronienia 3 milionom afgańskich uchodźców. Oprócz tego junta wsparła sikhijskich separatystów w Indiach i dostarczała im broń. W 1980 roku w trakcie trwania wojny iracko-irańskiej, Pakistan poparł stronę irańską. W 2003 poparł inwazję Stanów Zjednoczonych na Irak.
Na przełomie lat 80. i 90. przywrócono demokrację. Przez pewien czas premierem była córka Bhutto – Benazir Bhutto, ale także ona została oskarżona o nadużycia i odsunięta od władzy przez swojego następcę. W 1998 roku opuściła Pakistan i udała się na emigrację do Dubaju. Rząd Pakistanu poparł inwazję Stanów Zjednoczonych na Irak w 2003 roku. W 2004 doszło do wybuchu konfliktu w północnych regionach kraju, gdzie armia zmagała się z talibami. Prezydent Pervez Musharraf objął władzę po bezkrwawym zamachu stanu w grudniu 1999. Benazir Bhutto do kraju powróciła po 9 latach, w październiku 2007, w związku z przygotowywaniem Pakistańskiej Partii Ludowej do wyborów parlamentarnych. 27 grudnia 2007 w Rawalpindi podczas wiecu kończącego kampanię wyborczą została zastrzelona przez zamachowca samobójcę, który następnie wysadził się w powietrze zabijając kilkanaście osób. Wybory parlamentarne odbyły się 18 lutego 2008 w trakcie kryzysu politycznego, wywołanego śmiercią Benazir Bhutto. Najwięcej głosów zdobyły Pakistańska Partia Ludowa i Pakistańska Liga Muzułmańska Nawaz (PML-N), której liderem jest Nawaz Sharif, wyraźnie wyprzedzając dotychczas rządzącą Pakistańską Ligą Muzułmańską (PML-Q) wspierającą Perveza Musharrafa. 18 sierpnia 2008 Pervez Musharraf zrezygnował z pełnienia funkcji prezydenta Pakistanu. 6 września 2008 Asif Ali Zardari, wdowiec po Benazir Bhutto, został wybrany trzynastym prezydentem głosami większości pakistańskiego Kolegium Elekcyjnego.

## Demografia
Skład narodowościowy: Pendżabczycy (48%), Sindhowie, Beludżowie, Pasztuni, uchodźcy z Afganistanu.
Największą metropolią kraju jest Karaczi (nad Morzem Arabskim), drugie miejsce zajmuje Lahaur (w Pendżabie). Inne duże miasta to Fajsalabad, Hajdarabad, Rawalpindi, Gudźranwala, Peszawar, Multan.

## Religia
Struktura religijna kraju w 2019 roku według World Christian Database:
- muzułmanie – 96,4% (197 227 000)
- chrześcijanie – 2,0% (4 015 000):
  - protestanci – 1,2% (2 517 000) (głównie: ewangelikalni, zielonoświątkowcy i anglikanie)
  - katolicy – 0,55% (1 118 000)
  - niezależni i pozostali – 0,2% (380 000)
- hinduiści – 1,3% (2 676 000)
- tradycyjne religie plemienne – 0,11% (219 000)
- agnostycy i ateiści – 0,09% (175 700)
- buddyści – 0,06% (123 000)
- bahaiści – 0,05% (101 000)
- inne religie – 0,03% (58 500)
- żydzi – 0,0005% (1000)

W Pakistanie istnieje „Ustawa o bluźnierstwie” – dokument, który ma na celu zachowanie szacunku dla Allaha, Mahometa i Koranu. Bywa on wykorzystywany w konfliktach osobistych przez muzułmanów, zwłaszcza przeciwko chrześcijanom (sprawy Asi Bibi, Ehsana Shana), ale także przeciwko wyznawcom innych religii, nawet współwyznawcom.

## Podział administracyjny
Pakistan dzieli się na:
Prowincje:
- Beludżystan
- Chajber Pasztunchwa
- Pendżab
- Sindh

Terytoria:
- Terytorium Stołeczne Islamabadu

Pakistański obszar Kaszmiru dzieli się na:
- Azad Dżammu i Kaszmir
- Gilgit-Baltistan

## Siły zbrojne
Na pakistańskie siły zbrojne składają się trzy rodzaje wojsk: siły lądowe, marynarka wojenna (Pak Pak Bahri’ya) z piechotą morską oraz siły powietrzne (Pak Fiza’ya).
Wojska pakistańskie liczą 654 tys. żołnierzy zawodowych oraz 550 tys. rezerwistów. Według rankingu Global Firepower (2021) pakistańskie siły zbrojne stanowią 10. siłę militarną na świecie, z rocznym budżetem na cele obronne w wysokości 12,275 mld dolarów (USD).
Pakistan jest jednym z 9 krajów mających broń atomową oraz jest jedynym państwem islamskim z takim uzbrojeniem. Ma około 100 głowic. Nie podpisał układu o nierozprzestrzenianiu broni jądrowej.

## Gospodarka

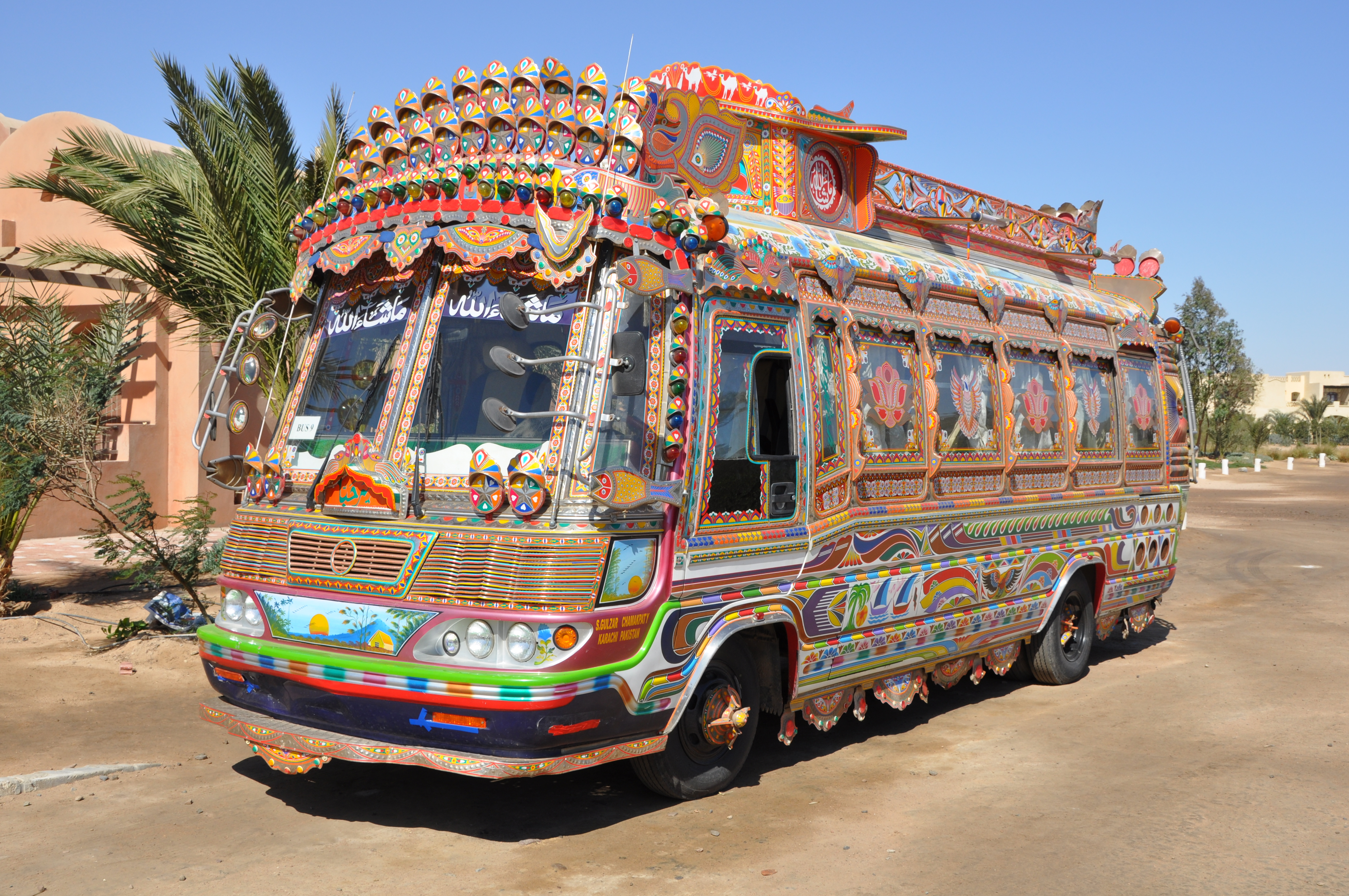
Zdobiony autobus w stylu pakistańskim

Produkcja pszenicy, ryżu, bawełny, trzciny cukrowej, drzew cytrusowych, palmy daktylowej; koczownicza hodowla owiec, bydła, wielbłądów; wydobycie gazu ziemnego w Beludżystanie; elektrownie wodne (Tarbela na Indusie) i elektrownie jądrowe; rozwinięty przemysł bawełniany, wełniany, cukrowniczy oraz rzemiosło (dywany, broń); transport kolejowy, samochodowy; główny port morski to Karaczi.
W Pakistanie produkuje się również piłki sportowe szyte ręcznie, głównie do gry w piłkę nożną, siatkówkę oraz rugby. Wytwarzane są tu piłki m.in. na licencji firm: Uhlsport, Adidas, Nike czy Spyker.
W Pakistanie szyje się również znaczną część odzieży motocyklowej, przede wszystkim skórzanej (kurtki, spodnie, rękawice), wielu znanych europejskich marek. Odzież skórzana produkowana w Pakistanie, a szyta z wytwarzanych lokalnie skór, znana jest z dobrej jakości.
Głównym partnerem handlowym są Chiny, z którymi wartość obrotu wycenia się na około 12 mld dolarów.